# Furacão Hector (2018)
O furacão Hector foi um poderoso ciclone tropical de longa duração que atravessou o Oceano Pacífico durante o final de julho e agosto de 2018. Hector foi a oitava tempestade com nome, o quarto furacão e o terceiro grande furacão da temporada de furacões de 2018 no Pacífico. Ela se originou de um distúrbio localizado ao norte da América do Sul em 22 de julho. A perturbação seguiu para o oeste e entrou no Pacífico oriental por volta de 25 de julho. Gradualmente se organizou ao longo dos dias seguintes, tornando-se uma depressão tropical às 12:00 UTC em 31 de julho. O sistema foi atualizado para uma tempestade tropical cerca de 12 horas depois e recebeu o nome de Hector. Durante a maior parte de sua existência, o ciclone viajou para oeste ou ligeiramente ao norte de oeste. Um ambiente favorável permitiu que a tempestade tropical incipiente se intensificasse rapidamente até o seu pico inicial como um furacão de categoria 2 às 18:00 UTC em 2 de agosto. O cisalhamento do vento fez com que Hector enfraquecesse por um breve período antes que a tempestade começasse a intensificar-se novamente. Hector alcançou o status de categoria 3 às 00:00 UTC em 4 de agosto e logo em seguida passou por um ciclo de substituição da parede do olho, o que causou a redução da intensificação. Após o ciclo de substituição, o ciclone continuou a se organizar, desenvolvendo um olho bem definido cercado por topos de nuvens frias.
No início de 6 de agosto Hector cruzou o meridiano 140 W, entrando no Oceano Pacífico central como um furacão de categoria 4.  Atingiu o seu pico de intensidade por volta das 18:00 UTC naquele dia, com ventos de 249 km/h (155 mph) e uma pressão de 936 mbar (27.6 inHg). A intensidade de Hector oscilou no próximos dias entre as categorias 3 e categoria 4 nos próximos dias, como resultado de ciclos de substituição da parede do olho e mudanças nas condições ambientais. O furacão passou ao sul da Ilha Grande do Havaí em 8 de agosto. Depois de 11 de agosto o cisalhamento forte do vento fez com que Hector enfraquecesse rapidamente e assumisse uma direção mais para noroeste. Por volta das 18:00 UTC em 11 de agosto caiu abaixo da intensidade de um grande furacão. Hector passou 186 horas naquela intensidade o mais longo do que qualquer outro furacão registado na bacia do Pacífico oriental. A estrutura da tempestade deteriorou-se rapidamente à medida que Heitor se aproximava da Linha Internacional de Data; às 00:00 UTC de 13 de agosto enfraqueceu em uma tempestade tropical.  Hector cruzou o oceano Pacífico ocidental durante o meio do dia. A tempestade tropical então moveu-se geralmente para o oeste enquanto continuava a enfraquecer. Em 15 de agosto à meia-noite UTC enfraqueceu para uma depressão tropical e dissipou-se no dia seguinte por volta das 18:00 UTC.
O impacto da tempestade na terra foi mínimo. Hector não atingiu a costa, mas conforme se aproximava do Havaí, alertas e alertas de tempestade tropical foram emitidos para a Ilha Grande, bem como alertas de tempestade tropical para as ilhas do noroeste do Havaí. Hector causou ondas altas ao passar pelo sul das ilhas principais, necessitando do resgate de várias dezenas de pessoas em Oahu.

## Origens, desenvolvimento e pico inicial
As origens do furacão Hector podem ser atribuídas a um distúrbio de baixa latitude localizado ao norte da Guiana Francesa e do Suriname por volta de 22 de julho. O caminho da perturbação antes dessa época é incerto: a atividade da tempestade foi reduzida no Atlântico tropical devido à presença do ar seco do Saara, e a Zona de Convergência Intertropical mergulhou para o sul e não exibiu flutuações; essa combinação de eventos tornou impossível seguir a perturbação até uma onda tropical específica. O precursor de Hector começou a produzir convecção enquanto viajava para o oeste sobre o norte da América do Sul, entrando na bacia do Pacífico Oriental em 25 de julho. Uma depressão de baixa pressão formou-se no dia seguinte ao sul da América Central e ao sul do México. O Centro Nacional de Furacões (NHC) mencionou pela primeira vez a possibilidade de desenvolvimento tropical em 26 de julho. Localizada em um ambiente favorável alimentado por uma onda Kelvin e a oscilação de Madden e Julian, a perturbação tornou-se gradualmente mais organizada ao longo dos próximos cinco dias, à medida que continuou geralmente para o oeste. O sistema evoluiu para a depressão tropical Dez-E por volta das 12:00 UTC em 31 de julho enquanto a cerca de 1,296 km (805 mi) ao sul-sudoeste da ponta sul da Península da Baixa Califórnia. Naquela época, o sistema viajava de oeste para noroeste sob a influência de uma crista de camada profunda ao norte. Inicialmente, a depressão tinha formato irregular e a sua circulação alongada, mas melhorou de forma constante na organização ao longo dos próximos 12 horas, tornando-se tempestade tropical Hector às 00:00 UTC em 1 de agosto.

Furacão Hector em seu pico inicial em 2 de agosto

Depois de intensificar-se para uma tempestade tropical, Hector permaneceu desorganizado por várias horas como resultado do aumento do cisalhamento do vento leste, com a maior parte da sua convecção deslocada para o sul e oeste. Temperaturas mornas da superfície do mar de 27–28 °C (81–82 °F) permitiram que Hector iniciasse um período de 30 horas de rápida intensificação às 12:00 UTC. Naquela época, os centros de nível baixo e médio estavam a ficar mais alinhados e as características de faixas curvas aumentavam. O sistema também se voltou para o oeste, à medida que o cume acima mencionado se erguia ao norte de Hector. Durante as horas seguintes, Hector melhorou significativamente em organização, com o seu centro de nível inferior tornando-se marcadamente embutido na convecção profunda e no desenvolvimento de um olho de nível médio. Hector intensificou-se em um furacão de categoria na escala Saffir-Simpson por volta das 12:00 UTC, desenvolvendo um pequeno olho nas imagens de satélite. Seis horas depois, a tempestade atingiu o seu pico de intensidade inicial como um furacão de categoria 2 com ventos máximos sustentados de 169 km/h (105 mph) e uma pressão central mínima de 975 mbar (28.8 inHg). Pouco tempo depois, Hector começou a enfraquecer, com seu olho ficando cheio de nuvens e a parede do olho do norte erodindo devido ao cisalhamento do norte. A estrutura de Hector continuou a se degradar nas horas seguintes, com o olho tornando-se quase indistinguível dos seus arredores e a formação de uma estrutura secundária concêntrica da parede do olho. A tempestade atingiu o fundo como um furacão de categoria 1 por volta das 12:00 UTC em 3 de agosto enquanto continuava a viajar para oeste.

## Fortalecimento e intensidade máxima
Ao atravessar uma área de temperaturas do mar ligeiramente mais amenas, vento forte e humidade elevada, Hector começou a fortalecer-se pouco tempo depois. O olho da tempestade clareou nas imagens de satélite à medida que a convecção se intensificou na parede do olho. Hector tornou-se um grande furacão de categoria 3 por volta das 00:00 UTC em 4 de agosto, embora localizado a aproximadamente 2,700 km (1,680 mi) oeste-sudoeste da ponta sul da Baixa Califórnia. No final do dia, o sistema começou a passar por um ciclo de substituição da parede do olho. Seis horas depois, por volta das 18:00 UTC, o ciclo da parede do olho completou-se, restando apenas uma parede do olho. Naquela época, o ciclone também começava a adquirir algumas características anulares. A estrutura do furacão começou a deteriorar-se em 5 de agosto, com o olho a tornar-se menos distinto por volta das 12:00 UTC. Enquanto isso, imagens de microondas mostraram duas paredes do olho concêntricas, indicando que Hector estava entrando em um segundo ciclo de substituição da parede do olho. Hector tornou-se um furacão de categoria 4 às 18:00 UTC após completar o ciclo de reposição da parede do olho.  O furacão exibiu uma nublosa densa central simétrica com poucas feições de bandas em outros lugares, uma característica de um ciclone tropical anular.
Hector começou a se mover ligeiramente para o norte do oeste devido a uma fraqueza em uma crista subtropical localizada a nordeste das ilhas havaianas. O furacão cruzou o Meridiano 140 W pouco depois das 06:00 UTC em 6 de agosto, entrando na área de responsabilidade do Centro de Furacões do Pacífico Central (CPHC). Naquela época, Hector possuía um olho distinto cercado por nuvens de −70 to −80 °C (−94 to −112 °F). Cerca de seis horas depois, um avião do 53º Esquadrão de Reconhecimento do Clima registou um radiômetro de microondas de frequência escalonada (SFMR) com velocidade de vento de 254 km/h (158 mph) enquanto inspecionava o ciclone. Hector atingiu o seu pico de intensidade com ventos sustentados máximos de 249 km/h (155 mph) e uma pressão central mínima de 936 mbar (27.6 inHg) por volta das 18:00 UTC. A tempestade voltou-se para oeste-noroeste logo depois, enquanto a crista continuava a enfraquecer. O furacão manteve o pico de intensidade por cerca de seis horas antes de começar a enfraquecer ao entrar em uma área de ar seco de nível médio. Apesar de ligeiramente degradar na estrutura, Hector ainda manteve um olho de 19 km (12 mi) de largura.

## Passagem ao sul do Havaí e pico secundário

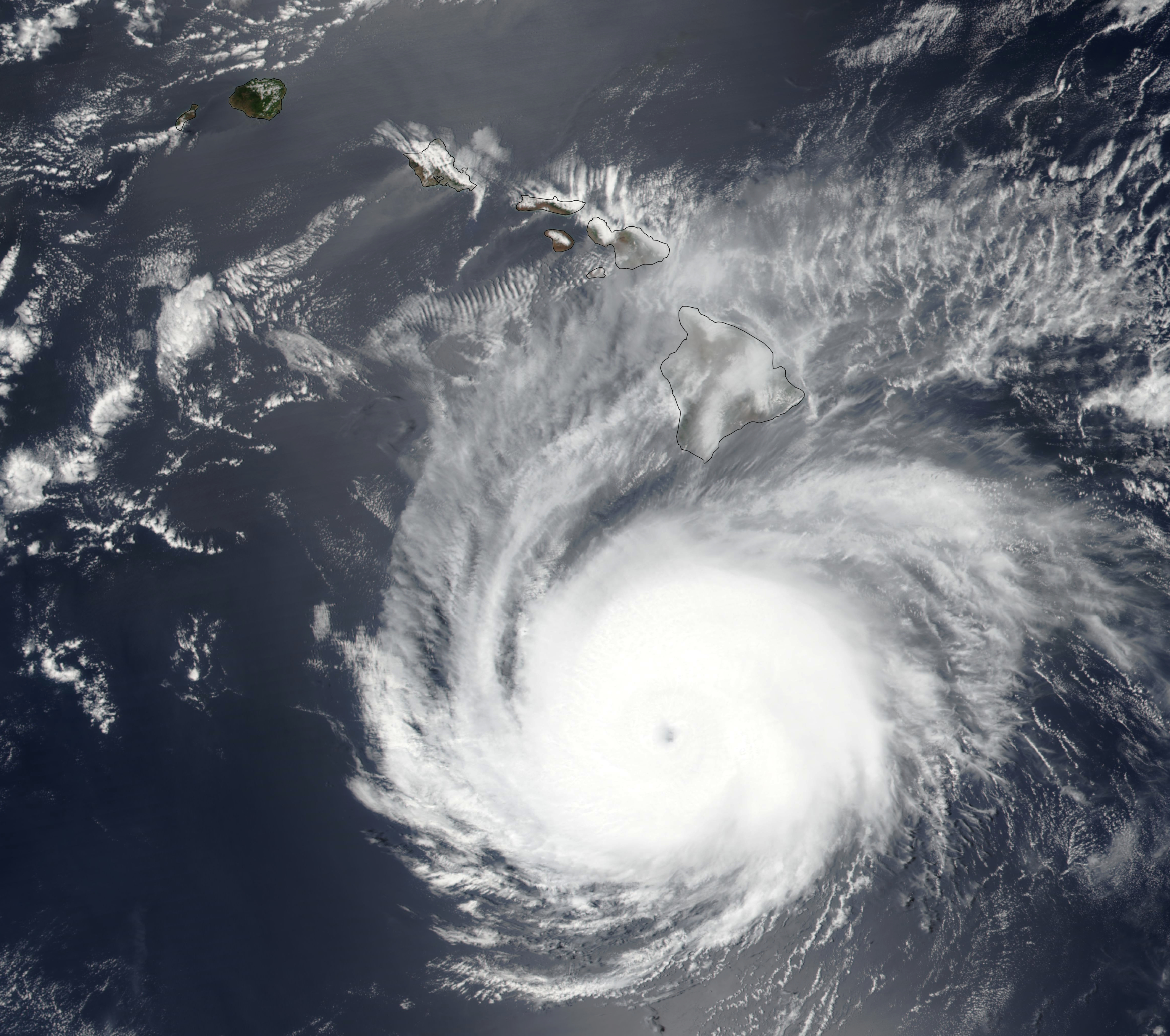
Hector em sua abordagem mais próxima do Havaí no final de 8 de agosto

À medida que Hector se aproximava do Havaí, a sua tendência de enfraquecimento continuou devido ao ar seco de nível médio, baixo teor de calor do oceano e temperaturas da superfície do mar 27 °C (81 °F). Enquanto o sistema seguia para oeste, nas imagens de satélite o olho do furacão encolheu e tornou-se quase indistinguível das nuvens circundantes. Hector enfraqueceu em furacão de categoria inferior 3 que passou por cerca de 370 km (230 mi) ao sul da Ilha Grande em 8 de agosto. O radar WSR-88D do Havaí, bem como imagens de microondas e satélite mostraram que Hector estava passando por um terceiro ciclo de substituição da parede do olho durante esse tempo.
O furacão Hector gerou o lançamento de alertas e avisos de tempestade tropical a partir de 6 até 8 de agosto –quando passou perto da Ilha Grande, bem como alertas de tempestade tropical para o Atol Johnston e várias ilhas no Monumento Nacional Marinho de Papahānaumokuākea desde 9 a 13 de agosto. Embora as previsões mostrassem Hector permanecendo ao sul do Havaí, surgiram preocupações sobre a segurança dos residentes deslocados pela erupção do Kilauea, muitos dos quais estavam em estruturas de barracas temporárias que não poderiam resistir a um furacão. Planos foram feitos para realocar as pessoas em estruturas mais robustas. No geral, o impacto no Havaí foi mínimo;  foram registados pico de ventos sustentados de 2 minutos de 40 km/h (25 mph) em South Point na Ilha Grande e chuva de 4.3 mm (0.17 in) registada no Aeroporto Internacional de Hilo. Os portos de Hilo e Kawaihae foram fechados em 7 de agosto para o trânsito de entrada, já que ventos fortes eram esperados para ocorrer nas próximas 24 horas. Todos os portos havaianos retomaram as operações normais em 10 de agosto. Também em 8 de agosto, o prefeito em exercício do condado do Havaí, Wil Okabe, declarou estado de emergência. Quando o furacão passou ao sul da ilha em 8 de agosto, todos os locais de votação de pessoas ausentes no condado do Havaí foram fechados. Os parques das praias de Whittington, Punaluu e Milolii também foram fechados. Ao mesmo tempo, o surfe foi relatado ao longo da costa sul da Ilha Grande como 6.1 m (20 ft) alto. Pelo menos 90 pessoas tiveram que ser resgatadas em Oahu devido às ondas perigosas geradas pelo ciclone.
Após passar pelo Havaí, Hector iniciou outro período de fortalecimento em 9 de agosto à medida que se movia por uma região de temperaturas da superfície do mar ligeiramente mais quentes e maior conteúdo de calor do oceano. A temperatura do olho do furacão aumentou e o topo das nuvens da parede do olho esfriou após a conclusão do ciclo de substituição. Hector atingiu o seu pico secundário como uma furacão de categoria 4 por volta das 18:00 UTC em 10 de agosto com ventos de 230 km/h (140 mph). Nessa altura o sistema começou um movimento oeste-noroeste ao contornar a borda de uma crista subtropical localizada a nordeste.

## Enfraquecimento e desaparecimento

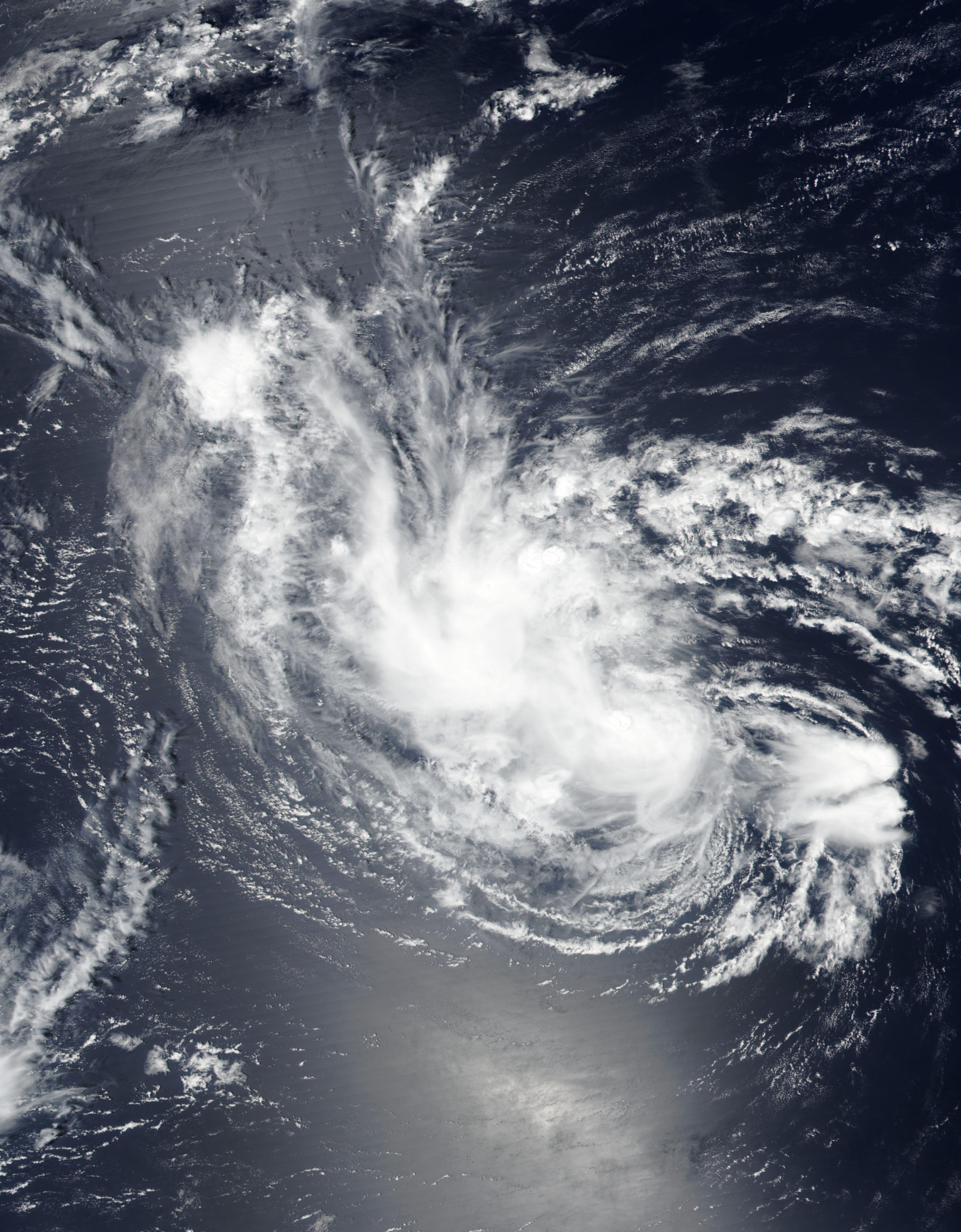
Tempestade tropical Hector logo após entrar no Oceano Pacífico ocidental no início de 14 de agosto

Hector começou a enfraquecer mais uma vez quando uma baixa de nível superior localizada a leste da Linha Internacional de Data causou cisalhamento ao sul e fez com que o ciclone assumisse uma trajetória mais noroeste. Como resultado em 11 de agosto, o olho da tempestade encheu-se de nuvens. Hector caiu abaixo do status de grande furacão por volta das 18:00 UTC em 11 de agosto, a primeira vez que o furacão o atingiu, depois de passar um recorde de 186 horas consecutivas com essa intensidade. No início de 12 de agosto, o olho do furacão tornou-se invisível nas imagens de satélite e apenas uma região de topos de nuvens mais quentes permaneceu nas imagens infravermelhas. Hector começou a enfraquecer rapidamente logo depois que o cisalhamento do vento aumentou ainda mais para 56 km/h (35 mph); a aparência do ciclone deteriorou-se rapidamente como resultado. No final do dia, o centro de baixo nível de Hector foi deslocado para o sul da sua atividade de tempestade, pois fortes ventos fortes continuaram a bombardear o sistema. Hector enfraqueceu em uma tempestade tropical por volta das 00:00 UTC em 13 de agosto. A convecção associada a Heitor começou a se dissipar em 13 de agosto, deixando o centro de baixo nível descoberto; tudo o que restou foram regiões de nuvens cirros. Hector cruzou para o oeste do Oceano Pacífico pouco depois das 15:00 UTC em 13 de agosto como uma tempestade tropical cada vez mais fraca, entrando na área de responsabilidade da Agência Meteorológica do Japão (JMA). Por volta dessa época, rajadas de convecção se formaram a noroeste do centro de baixo nível. Na época em que Hector deixou a bacia do Pacífico oriental, ele tinha a maior energia de energia ciclônica acumulada de um furacão no Pacífico desde o furacão John de 1994.
Assim que Hector cruzou a Linha Internacional de Data, o JMA a reconheceu como uma tempestade tropical com ventos sustentados de 10 minutos de 72 km/h (45 mph). Enquanto isso, o Joint Typhoon Warning Center (JTWC) estimou que Hector teve ventos sustentados de 1 minuto de 72 km/h (45 mph). Depois de entrar no Pacífico ocidental, Hector seguiu para o oeste sob a influência de uma alta subtropical. A estrutura da tempestade tropical consistia em feições de faixas fracas e um centro de baixo nível parcialmente coberto por convecção em 14 de agosto. Ao mesmo tempo, Hector estava localizado em um ambiente de ar seco, vento cisalhante de baixa a moderada e neutro e temperaturas da superfície do mar de 27 °C (81 °F) temperaturas. Por volta das 06:00 UTC, o JTWC rebaixou Hector a uma depressão tropical. A convecção diminuiu continuamente na organização ao longo do dia. Hector intensificou-se em uma tempestade tropical por volta das 18:00 UTC em 14 de agosto com ventos de 72 km/h (45 mph). Entretanto, a tempestade voltou-se para o oeste-noroeste enquanto contornava a borda sul da elevação subtropical. Às 00:00 UTC em 15 de agosto, o JMA rebaixou Hector para uma depressão tropical. Ao mesmo tempo, o JTWC indicou que Hector havia feito a transição para uma tempestade subtropical sem alteração na intensidade. O JTWC rebaixou Hector para uma depressão subtropical por volta das 12:00 UTC em 15 de agosto. O JTWC continuou seguindo Hector até as 06:00 UTC em 16 de agosto, enquanto o JMA monitorou o ciclone até às 18:00 UTC desse dia.